# Miskolc város ünnepe
Miskolc város ünnepét minden év május 11-én tartják. A városi közgyűlés 1993-ban döntött úgy, hogy május 11. lesz Miskolc ünnepe, annak tiszteletére, hogy 1909-ben ezen a napon adott a városnak címeres kiváltságlevelet Ferenc József magyar király. A városi ünnepet a rendszerváltás után 1993 óta tartják meg, melynek során a város több pontján is zajlanak különböző rendezvények.
Hagyomány, hogy ezen a napon osztják ki a Miskolci Nemzeti Színházban a Miskolc díszpolgára címet és további díjakat azoknak, akik sokat tettek a városért. A díjak egy része Miskolc híres szülötteinek és más híres polgárainak nevét viseli.
A város legnagyobb ünnepét és rendezvénysorozatát Miskolci Hét néven először 1934. augusztus 5–12. között rendezték meg, majd az ez utáni években még számos alkalommal megrendezték. 2023-ban a város ismét megrendezte a Miskolci Hetet.

## A díjak
- Miskolc város díszpolgára
- Pro Urbe Miskolc
- Gálffy Ignác-életműdíj
- Herman Ottó tudományos díj
- Szemere Bertalan közéleti díj
- Szabó Lőrinc irodalmi díj
- Kondor Béla képzőművészeti díj
- Reményi Ede zenei díj
- Déryné színházi díj
- Miskolc város építészeti alkotói díj
- Bizony Ákos kitüntető jogi díj
- Benkő Sámuel-díj
- Pedagógiai díj
- „Miskolc város turizmusáért” díj
- Az év sportolója díj
- „Miskolc város sportjáért” díj
- A „Civilek Támogatásáért” díj
- Az év civil szervezete díj
- Pro Minoritate díj
- Nívódíj Miskolc
- Szentpáli István kamarai díj
- Az Egyetemért – a Városért díj
- Weidlich Pál Kereskedelmi és Vendéglátóipari Nívódíj